# Majegan
Majegan is een bestuurslaag in het regentschap Klaten van de provincie Midden-Java, Indonesië. Majegan telt 3482 inwoners (volkstelling 2010).